# Escritura española en el siglo XVII

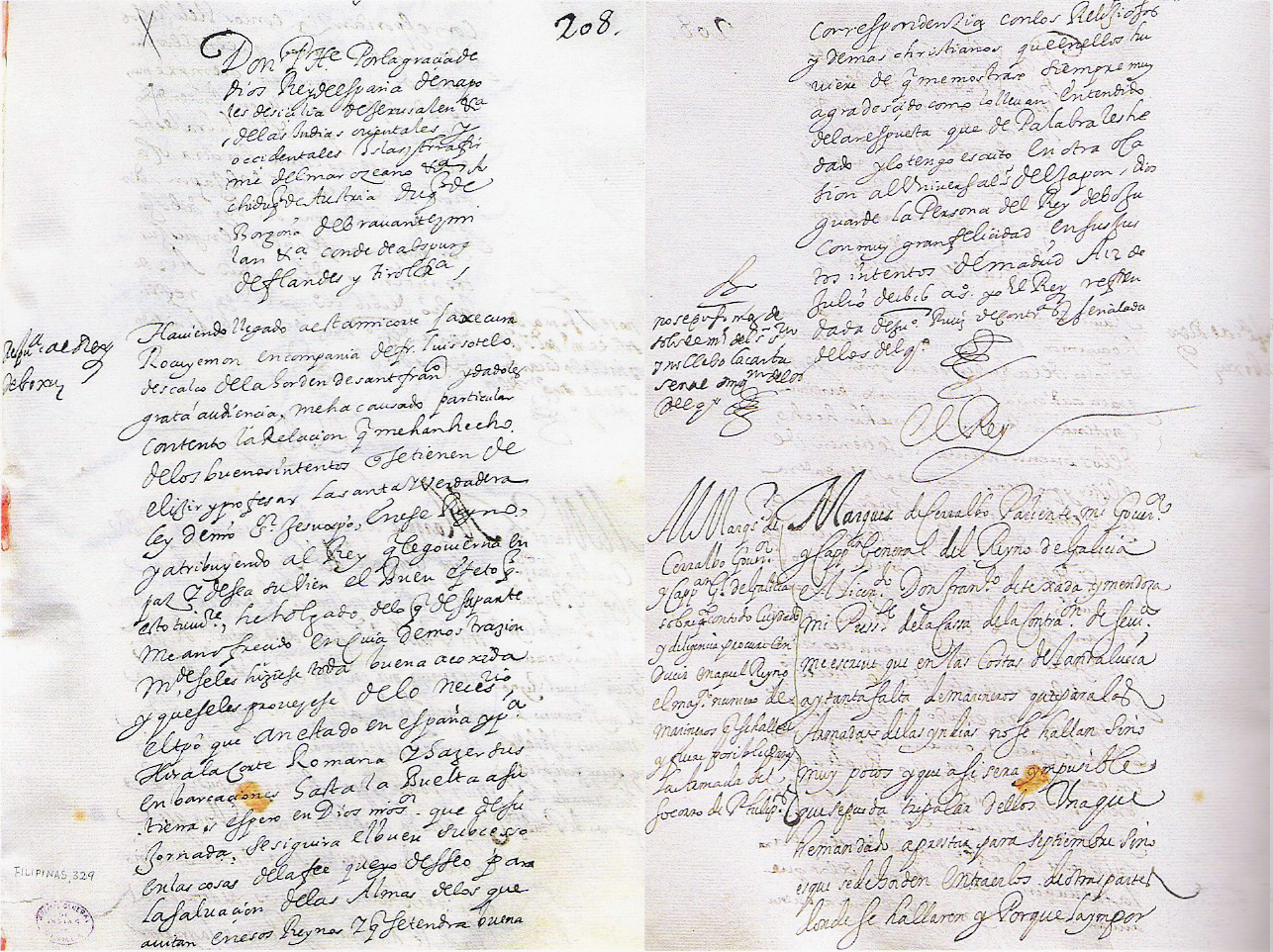
Carta de Felipe III (1616)

En el siglo xvii se observan notables modificaciones de la escritura en España con respecto a siglos anteriores. Los incesantes trabajos de los calígrafos promueven una reforma en virtud de la cual desaparece el uso de la escritura cortesana, quedando la procesal  recluida en el ámbito de los notarios y escribanos de las Audiencias, y difundiéndose las grafías derivadas de las escrituras humanísticas.
En el siglo XVII se utilizó la variante conocida como procesal encadenada o de cadenilla que se ejecutaba de forma muy rápida estableciendo un ligado continuo entre las letras, sin apenas levantar la pluma del papel. Así se observa que mientras la escritura más difundida era una grafía clara y legible, la escritura notarial resultaba confusa e ininteligible incluso para sus contemporáneos.
Solamente en la segunda mitad del siglo xvii, el uso de la letra derivada de la humanística, cuyas ventajas estaban universalmente reconocidas, se impuso definitivamente, decayendo poco a poco el de la procesal, hasta desaparecer por completo en la segunda mitad del siglo.

## Reforma de la escritura española
Algunos autores de caligrafía contribuyeron en los siglos xvi y xvii a la reforma de la escritura española. Merced a sus esfuerzos fue cayendo en desuso la intrincada escritura procesal hasta el punto de que al terminar el siglo xvii desapareció por completo quedando universalmente aceptado el carácter de letra bastardo español, predominante en la península ibérica sobre toda otra clase de letra desde el siglo xviii. Estos fueron los principales autores del siglo xvii:
- En 1614, el padre jesuita Pedro Florez, publicó un Método del arte de escribir, fundado en principios de la enseñanza de la escritura bastarda, tal como la había enseñado Francisco de Lucas.
- Pedro Díaz Morante publicó, en los años 1616, 1624 y 1629, tres tratados de caligrafía, con los títulos de Nuevo arte de donde se destierran las ignorancias que hasta hoy ha habido en enseñar á escribir el primero, y los dos restantes con el de Enseñanza de principes, dando a conocer una letra que aunque la misma en su esencia que la de Francisco de Lucas, era algo más rasgueada y cursiva hallándose escrita con pluma más delgada.
- Poco después, José Casanova, en su Primera parte del arte de escribir todas las formas de letras, separándose del sistema seguido por Morante, repuso la escritura bastarda en la forma que la había dado Francisco de Lucas.
- En 1690, D. Diego Bueno publicó un arte de escribir con el título de Escuela universal de Literatura, en que modifica el carácter bastardo, redondeándolo. Esta obra no tuvo general aceptación.
- En 1696, el padre Lorenzo Ortiz publicó un libro titulado El maestro de escribir en el que se ocupaba detenidamente del estudio teórico y práctico de la caligrafía, enseñando un carácter de letra que participaba del de Francisco de Lucas y Casanova, combinado con el sistema de enlaces de Morante.